# Johann Dannegger
Johann Dannegger (alias Johann Danzinger) (* 17. August 1905 in Danzig; † nach 1961) war ein deutscher Jurist und war Vorsitzender Richter an der V. Strafkammer und stellvertretender Vorsitzender Richter der III. Strafkammer am Sondergericht Prag.

## Leben
In Breslau, wo auch seine Eltern wohnten, besuchte er das Gymnasium. An der Universität Breslau studierte er das Fach Rechtswissenschaften. Das Studium und die Promotion zum Dr. jur. schloss er im Jahre 1929 ab.
Er entschied sich, die Laufbahn im Richterdienst einzuschlagen und begann in Breslau seine Ausbildung als Referendar am Amtsgericht und danach am Landgericht. Weitere Stationen der Ausbildung erfolgten an den Amtsgerichten in Glatz, Leobschütz, Ohlau und in Weißwasser.
Zum 1. Mai 1933 trat er in die NSDAP (Mitgliedsnummer 2.032.882) ein. Am 1. November des Jahres wurde er ebenfalls Mitglied in der SA. Im Jahre 1937 beendete er diese Mitgliedschaft in der SA wegen „Arbeitsüberbürdung“. Seinen Namen Danzinger konnte er im Jahre 1937 in Dannegger amtlich ändern lassen.
In Reichenstein war er als Amtsgerichtsrat seit dem 1. November 1938 tätig. Im Jahre 1941 wurde er an das Sondergericht am deutschen Landgericht in Prag mit dem Dienstrang Landgerichtsrat versetzt. Hier urteilte er, unterbrochen durch Dienstzeiten bei der Wehrmacht, bis zum Jahre 1945 an zwei Strafsenaten.
Am Sondergericht Prag war er an der Bildung von Urteilen zum Tode in mindestens 29 Fällen beteiligt. In der Tschechoslowakei wurde er nach dem Zweiten Weltkrieg auf der Liste der Kriegsverbrecher unter der Nummer A-38/64 gesucht. Weiterhin wurde er in der Liste Alphabetical index of war criminals der United Nations War Crimes Commission aufgenommen.
Nach kurzzeitiger Beschäftigung bei verschiedenen Rechtsanwälten, war er seit dem 5. November 1948 als Hilfsrichter im Bezirk des OLG Hamm tätig. Zum 1. April 1951 kam er als Amtsgerichtsrat an das Amtsgericht Wiedenbrück. Mit Wirkung vom 1. Mai 1953 wurde er zum Oberamtsrichter befördert.
Bis zu seiner vorzeitigen Pensionierung im Mai 1961 war er in Wiedenbrück als Oberamtsrichter beschäftigt.

## Urteile (Auswahl)
- 13. November 1942  (Az.: 6 KLs 100/42) : Jaroslaus Matousek (* 27. Oktober 1915) aus Bielohrad zum Tode wegen versuchten Betruges
- 27. August 1943 (Az.: 5 KLs 254/43 - 1705): auf Antrag von Staatsanwalt Werner Rhode wurde Wenzel Vavra (* 14. Dezember 1886 in Biesno) zum Tode als "Volksschädling" wegen Diebstahls verurteilt
- 12. April 1944 (Az.: 3 KLs 53/44 – III – 567/44): Josef Hocke aus Prag (* 1. Mai 1894) zum Tode wegen der mehrmaligen Gewährung von Unterschlupf für den Widerstandskämpfer Major Hlavin in der Mittagszeit in einem Lagerraum. Hocke habe, der den Umständen nach annehmen mußte einen Reichsfeind vor sich zu haben, diesen nicht bei der Gestapo gemeldet.
- 28. Juni 1944 (Az.: 7 KLs 166/44 - 1025): Franz Svatek (* 19. August 1890) aus Rotkirchen zum Tode wegen Sabotage. Er hatte zwei sowjetischen Kriegsgefangenen den Weg nach Prag gezeigt und mit ihnen ein Gespräch von fünf Minuten Dauer geführt. Der Tatvorwurf bestand darin, Reichsfeinden durch Rat Hilfe zu leisten.
- 6. Dezember 1944 (Az.: 4 KLs 303/44 – III – 2155/44): auf Antrag von Oberstaatsanwalt Dr. Franz Ludwig wurde der Prager Geistliche und Religionslehrer Prof. Karel Kratina (* 15. Februar 1881) zum Tode verurteilt  wegen Sabotage durch fortgesetzte heimtückische Äußerungen, da er politische Witze erzählt hatte.